# SN 1997db
SN 1997db – supernowa typu II odkryta 2 sierpnia 1997 roku w galaktyce UGC 11861. W momencie odkrycia miała maksymalną jasność 16,90m.